# أوقست غوتفريد ريتر
أوقست غوتفريد ريتر (بالألمانية: August Gottfried Ritter) هو عالم موسيقى وملحن ألماني، ولد في 25 أغسطس 1811 في إرفورت في ألمانيا، وتوفي في 26 أغسطس 1885 في ماغديبورغ في ألمانيا.

## وصلات خارجية
- أوقست غوتفريد ريتر على موقع ميوزك برينز (الإنجليزية)
- أوقست غوتفريد ريتر على موقع ديسكوغز (الإنجليزية)